# Бої на українсько-російському кордоні (2014)
«Операція з відновлення державного кордону», «Битва на кордоні», «Битва в секторі „Д“», (в російськомовних джерелах «Південний казан», нерідко — «Ізваринський казан», «Довжанський котел») — епізод війни на сході України, битва сил АТО проти незаконних збройних формувань, підтриманих російською артилерією, в прикордонних районах Донецької та Луганської областей в ході літньої кампанії на Донбасі. Бої розгорнулись в Секторі Д антитерористичної операції в ході проведення «операції з відновлення державного кордону» протягом червня-серпня 2014 року. Основним завданням Сил АТО було відновлення контролю над ділянкою державного кордону Ізварине — Кумачове та перерізання маршрутів забезпечення незаконних збройних формувань.
Встановлення контролю над кордоном було ключовим пунктом плану мирного врегулювання новообраного президента Петра Порошенка. Наступ сил АТО розпочався 12 червня. В ході протистояння українські підрозділи зазнали артилерійських обстрілів з території Російської Федерації. В ході численних боїв, українським військовим не вдалось відновити контроль на пунктом пропуску «Ізварине». З втратою контролю над населеними пунктами Степанівка, Маринівка та пунктом пропуску «Маринівка» у середині липня сили АТО на схід від села Маринівка опинились у фактичному оточенні від основних сил. Було проведено розблокування оточених підрозділів і фактично битва закінчилась 7 серпня виходом останніх підрозділів, які виконували завдання з блокування державного кордону. Битва на кордоні стала першою великою поразкою для сил АТО. У результаті було втрачено контроль над державним кордон від Ізвариного до Маринівки. Збройні сили, Національна гвардія та Державна прикордонна служба України зазнали великих втрат як в особову складі так і в техніці. Особливо тяжких втрат зазнали Збройні сили України.
Бої на кордоні суттєво обмежували спроможність постачання з РФ, а після захоплення сотень кілометрів державного кордону здатність поставляти бойовиків, техніку і набої з Росії обмежувались лише її власними наявними ресурсами. Оскільки постачання бойовиків йшло виключно з території Росії, контроль над кордоном був ключовим пунктом врегулювання і надалі став одним з основ Мінського мирного плану.

## Ситуація на початок літа
Інциденти з порушенням державного кордону розпочались з весни 2014 року. Так на початку квітня група найманців з РФ на чолі з громадянином РФ, колишнім працівником спецслужб, І. Гіркіним безперешкодно зайшла на територію України і захопила місто Слов'янськ. Вже наприкінці травня стало цілком очевидно, що державний кордон не на замку. З боку Росії в Донецьку і Луганську області без перешкод прибували загони бойовиків, військова техніка та припаси до них. Керівництво прикордонної служби рапортувало про повний контроль над державним кордоном. Але фактичний стан речей викликав критику керівництва Державної прикордонної служби України, зокрема голови Державної прикордонної служби України М. Литвина.
Так, у ніч з 2 на 3 травня 2014 року у двір Антрацитівської районної державної адміністрації в'їхало два завантажених зброєю вантажних автомобіля «Урал». Приміщення адміністрації зайняли кілька десятків донських козаків, у двір вони нікого не пускають, на запитання не відповідають. Над адміністрацією піднятий російський прапор і прапор Війська Донського.
Інша гучна подія сталася 13 травня, коли поранений самозваний луганський «губернатор» Валерій Болотов зміг покинути територію України через пункт пропуску «Довжанський». В.о. президента України, спікер Верховної Ради Олександр Турчинов доручив Генпрокуратурі та СБУ протягом 3 годин пояснити причини цього виходу. 17 травня прикордонники затримали вранці о 5:45 у пункті пропуску «Довжанський» Валерія Болотова, поінформували про це всі правоохоронні органи, у тому числі представників антитерористичної операції і близько 2 годин чекали на підмогу силовиків, проте ніхто так і не приїхав. Між бойовиками та прикордонниками сталися сутички, в результаті яких Болотова відбили озброєні особи.
19 травня 2014 року поблизу міста Амвросіївка Донецької області в районі пункту пропуску через державний кордон України «Успенка» групою проросійських бойовиків (близько 50-и осіб) здійснено збройний напад на блок-пост Збройних сил України. В результаті протистояння злочинців було знешкоджено, з них частину затримано та притягнено до кримінальної відповідальності.
27 травня авіаційним ударом був знищений тренувальний табір терористів на турбазі «Ясени» під Свердловськом. Проте на час удару більшість терористів перемістилася у Свердловськ.
1 червня голова прикордонної служби Микола Литвин визнав, що бойовики, у тому числі громадяни РФ, щодня пробиваються через державний кордон. Їх намагались блокувати сили прикордонників. ДПСУ перейшла від охорони до оборони кордону. 30 травня була зупинена колона бойовиків, знищено 5 бойовиків. З початку березня було затримано більше 250 громадян РФ, які намагались проїхати в Україну для проведення диверсійної діяльності.
На початку червня відбувся ряд збройних сутичок між Державною прикордонною службою України і бойовиками, що прагнули встановити свій контроль над кордоном.
28 травня було порушено повітряний простір України з боку РФ, в зоні АТО був зафіксований політ російського БПЛА. 30 травня прикордонниками на напрямі Новая-Надежда (Росія) — Дібрівка (Україна) при спробі незаконного проникнення були затримані озброєні особи з значною кількостю зброї.
2 червня відбулись напади на прикордонників. Біля Городища і Амвросіївки відбулись бої з бойовиками.
3 червня після дводенного штурму було захоплено Луганський прикордонний загін. Атака на Луганський прикордонний загін була спланованою акцією, мета якої — дезорганізувати дії прикордонників з охорони кордону з РФ. Після втрати управління, відділи прикордонників залишились без координаційного і керівного органу.
В ніч з 3 на 4 червня й у першій половині 4 червня була проведена спеціальна операція по переміщенню персоналу ДПСУ в Луганській області. В ході переміщення 3-4 червня відбувся напад на колону прикордонників, були вбиті 3 нападника і знищено 1 автомобіль. Було передислоковано особовий склад, зброю, боєприпаси, техніку з відділів прикордонної служби Станично-Луганське, Краснодон, Бірюково, Свердловськ і Дякове Луганської області. В Свердловську було залишено велику кількість зброї. ДПСУ наголосила на необхідності залучення сил Нацгвардії та Збройних Сил для оборони державного кордону.
.
5 червня відбувся бій за пункт пропуску «Маринівка», який атакували бойовики з угрупування «Восток». Колона бойовиків, що складалась з БТР, 4 КамАЗів, 3 мікроавтобусів, 4 легкових автомобілів, що вторглися зі сторони Росії, атакувала прикордонний пункт пропуску. Завдяки підкріпленню, яке надійшло вчасно, бій для сил АТО був переможний. Бойовики відступили на російську територію. В ході бою було захоплено БТР бойовиків.
Протягом 4-5 червня відбувались спроби витіснення прикордонних загонів з пунктів пропуску, і 5 червня згідно з рішенням уряду, Україна закрила 8 прикордонних пунктів пропуску, про що офіційно українська влада повідомила РФ: у Луганській області — «Червонопартизанськ», «Довжанський», «Червона Могила», «Новоборовці», «Краснодарський» (пункт пропуску на суміжній території — Донецьк), «Краснодарський» (пункт пропуску на суміжній території — Нижній Швирєв), «Північний»; у Донецькій області — «Маринівка». Таким чином, що близько 100 км кордону лишилось без охорони.
7 червня Міністерство закордонних справ України вручило РФ ноту протесту відносно порушень режиму на кордоні. В ноті перераховувалась факти порушень та зверталась увага на участі в конфлікті російських парамілітарних формувань — «казаків».
7 червня бойовики оголосили ультиматум прикордонникам на пункті пропуску «Ізварине», вимагали до вечора покинути пункт пропуску.
8 червня бойовики атакували пункт пропуску «Ізварине». Прикордонники успішно відбили напад.
10 червня бойовики захопили пункт пропуску «Довжанський».
12 червня в Україну з РФ були перекинуті танки, що вночі перетнули кордон, проїхали через Сніжне, Торез, Макіївку і в'їхали в Донецьк. Ввечері 12 червня П. Порошенко провів нараду з керівниками силових структур з приводу вторгнення танків Російської Федерації.

## План майбутньої операції
Рішення про проведення операції з відновлення контролю над кордоном було прийнято як з політичних причин, так і з суто військових причин. Контроль над кордоном і створення 10 км буферної зони було одним із ключових пунктів мирного плану, який запропонував новообраний президент Петро Порошенко. Згодом секретар РНБО Андрій Парубій повідомив, що перекриття державного кордону відбувалось згідно з поставленим президентом завданням. Пізніше в інтерв'ю колишній начальник штабу АТО, генерал Віктор Назаров заявив, що коридор уздовж кордону сили АТО пробивали на виконання вимоги європейської спільноти. Це було одною з вимог для надання допомоги Україні. На думку Назарова, українське військове командування було не надто щасливе від цього, бо розуміло, що по суті наражаються на вогонь із двох боків. При плануванні операції командування АТО не виходили з розрахунків, що ЗС РФ будуть вести вогонь зі своєї території.
Початкове завдання угрупування сил АТО полягало в ізоляції району АТО, поверненні під контроль ділянки державного кордону України з Російською Федерацією протяжністю близько 140 км на ділянці Ізварине—Кумачове з метою припинення перетину кордону групами російських найманців та ліквідації ліній забезпечення сил бойовиків, а також сепаратистів з числа місцевого населення, озброєнням і боєприпасами. Крім того, на угрупування Сектору «Д» покладалося завдання щодо забезпечення безперешкодного підвезення боєприпасів і матеріально-технічних засобів у напрямку Петровське — Степанівка.
Контроль кордону мав унеможливити використання бойовиками п'яти магістральних напрямків, по яким здійснювався зв'язок контрольованих бойовиками територій з РФ. Зокрема через пропускні пункти «Успенка», «Маринівка», «Довжанський», «Червонопартизанськ» та «Ізварине». Планувалось створити укріплені пункти оборони, які артилерійським вогнем могли б знищувати противника, що рухався через автодороги та степові ділянки.
Причому після виконання першого завдання (блокування державного кордону) бригади ЗСУ мали перейти до другого — оточення мегаполісів. А на їхнє місце повинні були прийти батальйони територіальної оборони.
Початок операції був запланований на 17 травня, проте його довелось відкласти через напад на блокпост 51-ї механізованої бригади під Волновахою, внаслідок якого деморалізований підрозділ було тимчасово виведено в тил. Фактично наступ розпочався лише 12 червня.
Ця відстрочка дозволила бойовикам укріпити свої позиції у прикордонній смузі. 5 червня до Амвросіївки прибули загони бойовиків з Донецька та Шахтарська загальною чисельністю кілька сотень чоловік з кількома БТР і приблизно 10 вантажівками. Того ж дня 5 вантажівок з бойовиками кавказької зовнішності прибули до Сніжного.
7 червня в Україну вторглася колона бойовиків з Росії. Частина колони попрямувала в Торез та Сніжне. Із Сніжного бойовики почали створювати опорний пункт і готуватись до облоги. Протягом 8 червня бойовики продовжували фортифікаційні роботи у Сніжному: встановлювали блок-пости, рили окопи, обладнували вогневі точки. Колони підвозили підкріплення з Росії, в тому числі, кадрових військових РФ.
В Сніжному 10 червня збільшилась кількість бойовиків ДНР, в тому числі бойовиків «Востока». Також продовжилось укріплення барикад та підготовка до оборони. Дмитрівка вже перебувала під контролем бойовиків.
Сніжне — один з ключових населених пунктів в майбутніх боях на кордоні. Від міста 15 км до україно-російського кордону та в 12 км до кургану Савур-Могила — найвищої точки в цьому районі. Без контролю на Сніжним було важко утримувати Савур-Могилу.

## Сили сторін

### Склад і чисельність сил АТО
З української сторони:
- Збройні сили України
  - 72-га окрема механізована бригада: дві батальйонні тактичні групи
  - 79-та окрема аеромобільна бригада (без зведеного кулеметно-гранатометного взводу): дві батальйонні тактичні групи
  - 24-та окрема механізована бригада: друга батальйонна тактична група
  - 55-та окрема артилерійська бригада: 2-а і 3-я гаубичні артилерійські батареї
- Головне управління розвідки Міністерства оборони України
  - 3-й окремий полк спецпризначення: 1 неповний загін.
- Тактичне угрупування «Кордон» (командир генерал-майор Біньковський О. А.[3]):
  - 1 рота Нацгвардії (Південне ОТО Національної гвардії України), полк СпН НГУ «Гепард»
  - декілька загонів ДПСУ — загальною чисельністю до 1 батальйону[3][54].

Загальна чисельність не встановлена, однак в ЗМІ називають цифру в близько 3-5 тис. українських військовослужбовців більше 50 танків, 200 бронетранспортерів, 30 мінометів, до 80 гармат і реактивних установок. За даними Я. Тинченка, виділені для проведення операції бригади ЗСУ на 70-90 % складалися з щойно призваних у військо людей.
Командував Сектором «Д», в зоні відповільності якого планувалось провести операцію, полковник Андрій Грищенко, командир 72-ї бригади, 23 липня його змінив генерал-лейтенант Петро Литвин, командир 8-го армійського корпусу.

### Склад і чисельність бойовиків і російських збройних сил
Точних даних про чисельність і озброєння бойовиків та російських сил на момент наступу Сил АТО немає. Є лише уривчасті дані або про загальну чисельність бойовиків зоні АТО або окремих загонів.
16 червня секретар РНБО А. Парубій на брифінгу заявив, що в Донецькій и Луганській областях силам АТО протистоять 15 000 — 20 000 бойовиків. Половина з них громадяни Росії — кадирівці з Чечні, російський спецназ, найманці. Інша половина — місцеві, примусово мобілізовані терористами. Найманці чудово озброєні і мають досвід бойових дій. В прикордонних районах з боку РФ біля Луганської і Донецької областей були зосереджені 16 тисяч російських військових.
Сили луганських бойовиків становили більш ніж 4 000 чоловік. Озброєні легкою стрілецькою зброєю. Вони об'єданні в декілька груп, в тому числі:
- Група «Югослава» -більше 100 чоловік, місце дислокації — Луганськ.
- Група «Мозгового» — до 200 чоловік, місце дислокації — спочатку база відпочинку «Ясені» в Свердловському районі Луганської області. Станом на 16 червня група була розбита и передислокована в Лисичанськ, Сєвєродонецьк і Свердловськ.
- Група «Гайдея» (підпорядкована Мозговому) — близько 50 чоловік, місце дислокації — Свердловськ.
- Група «Паші Локатора» — близько 50 чоловік, місце дислокації — Стаханов.
- Група «Лєшего», більше 50 чоловік, місце дислокації — Луганськ.
- Група «9 рота», більше 30 чоловік, місце дислокації — Щастя Луганської області.
- Група «Бема» — більше 100 чоловік, місце дислокації — Луганськ.
- Группа «Гончарова» — більше 50 чоловік, місце дислокації — Луганськ.
- Группа «Пака» — більше 20 чоловік, місце дислокації — Сєвєродонецьк[59].

## Хід битви

### 1-й етап битви— наступ сил АТО і провал попереднього плану
За повідомлення розвідки, на момент початку проведення операції в районі Ізварине — Амвросіївка українська армія мала велику перевагу. Просування підрозділів південніше лінії: Торез — Сніжне — Ровеньки — Свердловськ — Гуково не могло зустріти серйозного опору. Однак цей район — це вузький коридор уздовж кордону з Росією. Кордон стає правим флангом угруповання.
Бойовики на початку травня зайняли прикордонне село Дмитрівку. Їхні сили складались з близько 40 бойовиків, які взяли під контроль мости. У 100 метрах від блокпоста бойовиків розташовувалася прикордонна застава, де перебувало близько сотні прикордонників, які кожен день їздили на охорону держкордону отримуючи дозвіл на проїзд від терористів. На момент початку наступу село Дмитрівка була зайнята великими силами противника — близько 300 осіб, посилених БТР. Також силами групи понад 100 бойовиків і 2 БТР була зайнята висота 277 Савур-Могила.
12 червня ротна тактична група 79-ї аеромобільної бригади отримала наказ зайняти Савур-Могилу. Розвідку проводив 1-й загін 3-го полку спецпризначення. Спецпризначенці завчасно виявили засідку, уникнувши таким чином великих жертв, і прийняли бій. Через деякий період часу на допомогу розвідникам підійшли десантники 1-го аеромобільного батальйону 79-ї аеромобільної бригади. Після цього підрозділи ЗСУ відступили.
В результаті командування вирішило направити війська в обхід вузлів опору противника, не займаючи Савур-Могилу і Дмитрівку. Це рішення призвело до негативних наслідків для українських підрозділів. Завдання провести сили АТО вздовж кордону отримав загін підполковника спецпризначення Юрія Коваленка — заступника командира 2-го загону 3-го окремого полку спецпризначення. Виконати завдання можна було тільки одним шляхом — форсуючи річку через брід біля села Кожевня.
12 червня розвідгрупа у складі 8 осіб була викинута на маршрут висування колон. Розвідгрупу десантували з гелікоптера вдень, приблизно о 14.00, в районі, який повністю контролював противник. Внаслідок поганого планування операції групу виявили в момент висадки а потім оточили. Українські військові прийняли бій і потім вже були захоплені в полон.
Щоб врятувати своїх товаришів, група Коваленка спробувала наземним шляхом вийти в район висадки. Однак вона зіткнулася в противником — і один спецпризначенець загинув у бою.
Всього протягом 12 червня в прикордонних районах силами АТО було блоковано 3 автоколони терористів зі зброєю і боєприпасами, що вторглися з Росії. Захоплено 10 вантажівок з озброєнням, знищено вогневі точки. Також було знищено 2 танки, які раніше прибули з Росії. Ударом гелікоптерів було знищено колону, що рухалась з Росії. Втрати бойовиків склали близько 40 чоловік і 12 одиниць автомобільної техніки.
На кінець першого дня проведення операції, 12 червня, в адміністрації президента України заявили, що відновлено контроль над ділянкою державного кордону протяжністю більше 100 км. За інформацією міністра внутрішніх справ А. Авакова, ЗСУ, Нацгвардія і ДПСУ за 12 червня відновили контроль над 120 км державного кордону. Очільник АТЦ СБУ Василь Крутов заявив, що державний кордон буде закритий в найближчі дні. Радник міністра внутрішніх справ А. Геращенко, заявив, що кордон буде перекритий до 14 червня.
13 червня Росія звинуватила Україну в тому, що 2 БТР незаконно перетнули кордон.
Станом на 14 червня під контролем українських підрозділів перебувала ділянка близько 248 км кордону. 14 червня сили АТО заблокували рух 7 автоколон, які перевозили зброю та боєприпаси для бойовиків і знищили 2 БТР, 2 танка Т-64Б, 2 КамАЗа, установку БМ-21 «Град», а 1 одиницю БМ-21 «Град» було захоплено.
15 червня міністр оборони Михайло Коваль заявив, що за декілька днів кордон буде взятий під контроль силами АТО і буде створена буферна зона. Згідно з інформацією міністра, станом на 15 червня було перекрито близько 250 км державного кордону.
16 червня з'явилась інформація про те, що в полон до терористів потрапило 8 десантників з 79-ї бригади.
У другій половині дня 16 червня біля населеного пункту Бірюкове відбувся бій, прикордонники зіткнулись з терористами, що їхали з міста Свердловськ. Після бою терористи відступили до Свердловська, прикордонники втрат не зазнали.
Станом на 16 червня ЗСУ разом з прикордонниками просунулись до смт Бірюкове Луганської області. Були виставлені блок-пости на маршрутах, якими на українську територію проходили підрозділи російських бойовиків і російська техніка. Також вздовж кордону від Городища, українські військові пересунулись до населеного пункту Новокиївка, продовжуючи замикати лінію стримування, яка оточує терористів і російських бойовиків.
16 червня президент Петро Порошенко заявив, що після перекриття кордону буде оголошено режим припинення вогню згідно з мирним планом. За його словами, станом на 16 липня взято під контроль близько 250 км кордону.
17 червня кордон перетнули загін бойовиків з важкою бронетехнікою, який приєднався до батальйону «Заря». Під час спроби їх зупинити українські військові зазнали втрат.
19 червня, за інформацією Дмитра Тимчука, через пункт пропуску «Довжанський» продовжувався потік зброї і бойовиків. За його даними, на територію України заїхали не менше 3 РСЗВ.
За інформацією Тимчука протягом 19 червня на територію України були перекинуті нові танки, БТРи та РСЗВ. Станом на 20 червня на озброєнні бойовиків перебувало щонайменше 6 БМ-21 Град.
20 червня, за інформацією спікера ВР Олександра Турчинова, сили АТО підійшли до населеного пункту Ізварине, тим самим завершивши операцію з перекриття державного кордону. Міністр оборони Михайло Коваль отримав доповідь начальника Генерального штабу, що сили повністю оточили регіон проведення АТО і відновили державний кордон. Проте станом на 15:00 20 червня в РНБО не підтвердили повідомлення про повний контроль над кордоном. За словами спікера інформаційного центра РНБО В. Чепового, мова йшла про динаміку взяття під контроль державного кордону. За офіційною інформацією, 20 червня в 18.30 була завершена операція із встановлення режиму оборони на кордоні. Відповідно до наказу президента, сили АТО перейшли до другої фази — встановлення режиму контролю над державним кордоном. Після засідання РНБО президент Петро Порошенко згідно з мирним планом оголосив про одностореннє припинення вогню силами АТО.
На тлі заяв про повний контроль над кордоном 20 червня відбувся ряд боїв на прикордонних пунктах пропуску. Біля пункту пропуску «Довжанський» відбувся бій між силами АТО та бойовиками. Під час бою до бойовиків підходили підкріплення з території Росії. О 21.30 бойовики атакували пункт пропуску «Ізварине». Було поранено 6 прикордонників, 2 з них тяжко. 15 прикордонників відступили на територію РФ. Під час бою було обстріляно російську територію, 1 російський прикордонник був поранений. Прикордонники повернулись до України 23 червня. Всього за 20 червня було здійснені напади на населені пункти і пункти пропуску: «Ізварине» і «Довжанський» у Луганській області та село Виселки і пункт пропуску «Успенка» в Донецькій області. Було поранено 6 прикордонників, 2-є тяжко. Цього ж дня з'явилась інформація, що з Росії в Луганськ ввійшла колона бронетехніки у складі 2 танків Т-64 та 5 БТР. А відтак інформація про повний контроль над кордоном не відповідала дійсності. Поразка сил АТО в бою за пункт пропуску «Ізварине» дозволяла бойовикам отримувати підкріплення з РФ.
Після зупинки наступу сил АТО зав'язалися бої за контроль над комунікаціями між територіями, що контролювались бойовиками і Росією на всю глибину операції. В період одностороннього припинення вогню з 20 червня по 1 липня бої дещо стихли. 21 і 22 червня відбулись бої біля Свердловська, Довжанського та Бірюкового, на дорозі Городище-Красна Талівка. Протягом 21 червня бойовики атакували позиції сил АТО біля Червонопартизанська та смт Бірюкове. 22 червня бойовики із засідки атакували підрозділ прикордонників біля Городища в Луганській області. Внаслідок бою був поранений 1 прикордонник. 25 червня в районі населеного пункту Дмитрівка через кордон прорвалось угрупування бойовиків.
Загалом сили АТО зайняли позиції на панівних висотах біля головних доріг у прикордонних районах і перейшли в режим оборони. Артилерійські батареї ЗСУ мали знищувати підкріплення та бойову техніку бойовиків, які надходили з території РФ. Механізовані та аеромобільні підрозділи мали здійснювати прикриття артилерії. Прикордонники зайняли позиції біля пунктів пропуску. Організувати ефективне інженерне облаштування позицій військ на території з ґрунтами із твердих порід, без інженерної техніки та великої кількості вибухових речовин виявилося неможливим.

### 2-й етап— Оточення бойовиками українських сил і атаки російської артилерії

#### Поновлення боїв на кордоні
В ніч на 1 липня було оголошено про скасування режиму одностороннього припинення вогню. Президент віддав наказ Силам АТО про наступ. По всій лінії зіткнення після проведеної артпідготовки Сили АТО пішли в наступ . Відновились бої біля пунктів пропуску на державному кордоні. ЗСУ та ДПСУ намагались вибити бойовиків із зайнятих позицій, відновити контроль над пунктами пропуску та заблокувати основні маршрути постачання бойовиків з РФ.
1 липня українські підрозділи вибили бойовиків з пункт пропуску «Довжанський» і відновили його роботу. Наступного дня було розпочато створення укріплення для оборони від майбутніх нападів бойовиків.
Станом на 2 липня пункти пропуску «Ізварине» та «Червонопартизанськ» українська сторона не контролювала. Проте не припинялись спроби відновити контроль над пунктами пропуску.
2 липня в. о. міністра оборони Михайло Коваль заявив, що в ході прориву кордону в Україну бойовикам вдалось завезти до 10 одиниць БМ-21 «Град». Установки належали 18-й мотострілецькій бригаді ЗС РФ з Чечні, один з танків, Т-64В був завезений з 205-ї мотострілецької бригади ЗС РФ з Будьоновська.
2 липня в РНБО повідомили, що за минулу добу були обстріляні автоколони та позиції українських підрозділів біля села Дякове та Поріччя. Позиції біля села Поріччя бойовики обстрілювали із Краснодону. Прикордонники зафіксували гелікоптери РФ в районі Довжанського.
2-4 липня район Савур-Могили та район пункту пропуску «Ізварине» стали ареною боїв. 2 липня в районі пункту пропуску «Ізварине» на фугасі підірвалась БМП. 3 липня українська артилерія знищила опорний пункт на стратегічній висоті Савур-Могила. Утримуючи пункт пропуску «Ізварине», бойовики намагались забезпечити проведення своїх сил з РФ на територію єдиною великою автомобільною дорогою, що перебувала під їх контролем. 3 липня районі Краснодону були помічені ударні гелікоптери РФ, які перетнули кордон. Вдень 3 липня Д. Снєгірьов заявив, що Силам АТО вдалось вибити бойовиків з пункту пропуску «Ізварине». В районі самого пункту пропуску продовжувались бої.
У ніч на 2 липня під час обстрілу терористами пункту пропуску Новоазовськ на кордоні з Росією після початку обстрілу прикордонники допомогли укритися цивільним, по цьому зайняли укріплені позиції для ведення кругової оборони; з водіїв лише один зазнав поранень. З прикордонників 8 було поранено. Олег Семеновський очолює прикордонний наряд, здійснюють кидок на автомобілі до місця, звідки вели мінометний обстріл терористи, по них відкрили мінометний вогонь із засідки. Прикордонники змусили бойовиків припинити стрільбу на всіх напрямках та в темряві відступити.
4 липня після відбитої атаки біля пункту пропуску «Маринівка» на полі бою українські військовослужбовці знайшли ящик з ПЗРК «Ігла». Маркування свідчило, що даний ПЗРК зберігався у військовій частині ППО ЗС РФ. Окрім ПЗРК бойовики отримували бронетехніку. За інформацією Ю. Стеця луганським бойовикам з Росії поставили 20 танків та 122 одиниці бронетехніки. 4 липня було зафіксовано рух вантажівок з бойовиками.
5 липня бойовики — кількістю до 15 осіб, прибули на 2 маломірних плавзасобах — із мінометів та стрілецької зброї пункту технічного спостереження, котрий знаходився на узбережжі Азовського моря поблизу смт Сєдове. Прапорщик Олександр Ковальов першим помітив вночі катери, прикордонники зайняли оборону. Атаку відбито, вісім бійців зазнали поранень.
6 липня авіація Сил АТО завдала 2 авіаудари по танкам та артилерійським установкам бойовиків в районі с. Ізварине. Завдяки авіаударами вдалось припинити атаки бойовиків.
7 липня на брифінгу заступник голови ДПСУ П. Шишолін повідомив, що для оборони кордону було розгорнуто два спеціальні тактичні угрупування на території Луганщини та Донеччини, організована робота в 9 секторах кордону. Пункти пропуску «Червонопартизанськ» та «Ізварине» перебувають під візуальним та вогневим контролем ЗСУ. На відстані в 8 км від пунктів пропуску розташовані сили прикордонників та ЗСУ.
7 липня спікер РНБО А. Лисенко заявив, що більшість ділянок українсько-російського кордону перебувають під контролем Сил АТО, а решту неконтрольованих ділянок державного кордону ЗСУ, Нацгвардія та прикордонники невдовзі повернуть під контроль. В той же час бойовики продовжували обстрілювати позиції українських військовослужбовців, зокрема 7 липня бойовики обстрілювали пункт пропуску «Довжанський».
8 липня в ефірі одного з телеканалів міністр оборони України Михайло Коваль заявив, що українсько-російський кордон, включаючи проблемні ділянки в Луганській області, повністю контролюється українськими військовослужбовцями та прикордонниками.
8 липня бойовики обстрілювали з мінометів позиції українських підрозділів біля сіл Маринівка та Дякове. Артилерійських ударів зазнав пункт пропуску «Довжанський». В районі Ізвариного продожувалися бої. Від обстрілу під Амвросіївкою загинув майор Баран Юрій Миколайович.
9 липня сили АТО використовуючи самохідні гаубиці 2С3 «Акація» завдали артилерійського удару по позиціям бойовиків у районі села Дмитрівка. Бойовики втратили 2 РСЗВ БМ-21 Град. Між селами Дмитрівка і Червона Зоря підірвалася на фугасі БМП-2, загинуло 2 бійці 72-ї бригади. Бойовики обстріляли Довжанське, 7 бійців отримали поранення.
10 липня авіація сил АТО завдала ударів по укріпленнях бойовиків у районі висоти Савур-Могила та по скупченню бойовиків біля Ізвариного. Бойовики зазнали значних втрат, було вбито понад 50 бойовиків. Біля пункту пропуску «Довжанський» точилися бої, на фугасі підірвалась БМП-2 сил АТО, загинули 4 бійці (2 бійців 24-ї бригади та 2 прикордонники).
10 липня з мінометів обстріляли блокпост неподалік села Маринівка. У результаті обстрілу блок-посту неподалік села Дякове було поранено 7 військовослужбовців.
10 липня міністр оборони України Валерій Гелетей повідомив, що сили АТО взяли під контроль пункт пропуску «Червонопартизанськ».
Станом на 10 липня українська сторона повністю державний кордон у Луганській області не контролювала. У Луганськ прибували все нові і нові колони бронетехніки. Авіація сил АТО частину з них знищувала на марші. Також авіація завдавала ударів по позиціям бойовиків у районі Ровеньки — Краснодон. В районі смт Ізварине продовжувались бої. Пункт пропуску «Червонопартизанськ» повністю контролювався ЗСУ та ДПСУ.
Українські підрозділи вели бойові дії у складних для себе умовах. Населені пункти Ізварине, Власівка, Урало-Кавказ і Попівка розташовані близько до кордону і міста Краснодон, який не контролювався Силами АТО. Річка Велика Кам'янка, балка на північ від Ізвариного складали певні труднощі для військової техніки.
На той час населені пункти Моспине, Старобешеве, Амвросіївка, Саурівка, Торез, Сніжне, Ровеньки, Свердловськ контролювали бойовики. «Коридор» вздовж кордону, де займали позиції ЗСУ, Нацгвардія та ДПСУ, в ширину становив від 17 до 15 кілометрів.
Згідно з повідомленням прес-центру АТО, 11 липня українські підрозділи взяли під контроль пункт пропуску «Ізварине». Активну участь у боях за пункт пропуску «Ізварине» брав участь 1-й механізований батальйон 72-ї бригади та підрозділи 3-го полку спецпризначення. Група 3-го полку спецпризначення під командуванням Юрія Коваленка тричі штурмувала пропускний пункт «Ізварине», вибивала бойовиків, але армії давали наказ відійти, і потім пропускний пункт знову займали бойовики.

#### Атака бойовиків та оточення українських підрозділів на кордоні
Наприкінці першого тижня наступу ЗСУ досягли успіху, який потім призвів до великої поразки. 5 липня 2014 українські війська після декількамісячної облоги зайняли Слов'янськ. Цього дня українські війська також зайняли міста Краматорськ, Артемівськ, Костянтинівка, Дружківка та селища довкола них. Зазначені населені пункти були зайняті після відступу з них угрупування Гіркіна, а не в ході штурму. Саме угрупування терористів не було знищене. Це стало однією з причин провалу операції з блокування державного кордону.
Після відступу групи Гіркіна із Слов'янська, ініціатива була втрачена. Сили терористів могли обирати час, місце для завдання удару, адже в них з'явились додаткові сили для цього. Бойовиками було вирішено завдати удару по угрупуванню українських військ, що прикривали кордон. Одною із заявлених цілей наступу було захоплення бойової техніки Збройних Сил. Таким чином планувалось «легалізувати» техніку, зброю і військовослужбовців ЗС РФ. Після відступу із Слов'янська у бойовиків з'явились додаткові вільні сили для проведення операції. Почалась підготовка бойовиків до наступу.
План бойовиків полягав в тому що за допомогою артилерійських ударів (в тому числі артилерії ЗС РФ з території РФ) завдати великих втрат у людях та техніці Силам АТО у прикордонних районах. Потім атакувати найбільш вразливі точки в обороні українських військ. Такою точкою був район Тарани—Степанівка—Маринівка. Цей вибір можна пояснити контролем над Савур-Могилою, відсутністю можливості маневру Сил АТО у вузькому коридорі між позиціями бойовиків та кордоном. Контроль над цим районом дозволяв блокувати будь-які спроби надіслати підкріплення в найдальші райони Сектору «Д». Після успішного штурму пункту пропуску «Маринівка» бойовики з Донецька могли розраховувати на власні лінії постачання з РФ і не залежати від ходу боїв біля пункту пропуску «Ізварине». Другою вразливою точкою був район Червонопартизанська. Завдавши удар в цьому районі можна було відрізати українське угрупування, що вело бої за пункт пропуску «Ізварине». Таким чином бойовики за допомогою російської артилерії мали роз'єднати українське угрупування і оточити. Оточені підрозділи через невеликий проміжок часу мали б втратити боєздатність через брак постачання, боєприпасів, пального, їжі. На наступному етапі керівництво бойовиків планувало перейти до знищення поодинці оточених підрозділів.
Як тільки керівництво бойовиків зрозуміло, що Донецьку нічого не загрожує, почало укріплювати південну ділянку лінії зіткнення. 8-9 липня в Іловайськ та Моспине надійшли підкріплення. Бойовики укріплювали позиції і готувались до оборони цих населених пунктів. Було розпочате зосередження сил і засобів в Сніжному, створювалась ударне угрупування для знищення українських сил в Секторі «Д». 9 липня близько 21.30 сержант Павло Висоцький загинув в бойовій машині піхоти (БМП-2) внаслідок спрацювання вибухового пристрою встановленого на дорозі на маршруті руху колони військової техніки, 6 кілометрів південніше села Дмитрівка Шахтарського району. Разом з ним також загинув молодший сержант Олег Мосійчук, 29 липня від отриманих поранень у шпиталі помер солдат Віталій Підлубний.
11 липня бойовиками було завдано декілька вогневих ударів із РСЗВ. О 4:30 ранку 11 липня базовий табір українських військових з тактичного угрупування «Кордон» у районі с. Зеленопілля, за 17 км на південний схід від міста Ровеньки Луганської області був обстріляний противником з РСЗВ та мінометів. Під удар потрапили підрозділи 24-ї, 72-ї, 79-ї бригад та ДПСУ. Бойовики здійснювали обстріли з відстані понад 15 км з боку державного кордону з Російською Федерацією. Український телеканал «Інтер» припустив, що військові були розстріляні з новітньої російської зброї «Торнадо-Г». Таке ж припущення висловив і колишній міністр оборони України, заступник голови РНБО М. Коваль. Техніка та особовий склад понесли великі втрати. Серед загиблих — полковник Ігор Момот, заступник начальника Східного регіонального управління. Бій з бойовиками тривав до 10 години ранку. Підрозділи були змушені відступати.
11 липня авіація сил АТО завдала декілька прицільних ударів, зокрема знищила базу бойовиків на території шахти Нова в районі Краснодону. Протягом 11 липня авіація здійснила 16 вильотів. Авіаударами знищено дві мінометні батареї, два танки, три БТР, багато автомобільної техніки та боєприпасів. Також був виявлений і знищений опорний пункт бойовиків в районі с. Ізварине. Завдяки цим діям, українські війська посилили свої позиції поблизу пункту пропуску «Ізварине».
11 липня в РНБО визнали, що не контролюють повністю кордон.
В той же час бойовики продовжували підготовку до наступу. Відбувалась концентрація сил бойовиків в районі Сніжного. Звідси мав бути завданий удар по підрозділах Сил АТО в Секторі «Д». Так 12 липня лідер бойовиків І. Гіркін прибув до Сніжного на 30 автобусах з терористами. 12 липня з'явилась інформація, що близько 12:00 на територію України в'їхала велика колона бронетехніки під прапорами Росії та з маркуваннями Збройних сил РФ. За словами місцевих жителів, колона розділилася на дві частини: одна продовжила рух у напрямку Свердловськ—Ізварине, а інша направилася до Луганська. Коментуючи дану інформацію, В. Селезньов зазначив, що якщо інформація підтвердиться, то колона буде знищена.
Протягом 13 липня українська авіація завдала удари по базі терористів поблизу Ізварине.
14 липня Міністерство оборони України повідомило, що колони бронетехніки, які пройшли на територію України зі сторони Росії, були ліквідовані.
14 липня о 12:30 був збитий літак Ан-26, який виконував завдання в Луганській області в рамках повітряно-транспортного забезпечення активної фази АТО. Пілот літака встиг катапультуватися. Згодом міністр оборони Валерій Гелетей повідомив, що члени екіпажу вийшли на зв'язок. Відомо, що 2 членів екіпажу потрапили в полон до бойовиків, доля інших 6 осіб невідома.
14 липня донецьке угрупування бойовиків під командуванням Гіркіна нарощували сили на південному напрямі. Укріплювали вздовж дороги Донецьк-Сніжне-Луганськ.
15 липня під Червонопартизанськом група спецпризначення 3-го полку була накрита мінометним вогнем. Залп мінометів накрив підрозділ у момент постановки бойового завдання. Загинув командир — підполковник Юрій Коваленко. На місці загинуло ще сім спецпризначенців (Максим Бендеров, Микола Алексєєв, Богдан Каравайський, Станіслав Майсеєв, Дмитро Рябий, Максим Вербовий, Іван Марков) потім в Росії від ран загинув ще один (Віктор Гаркавенко).
15 липня вранці поблизу міста Амвросіївка бойовики обстріляли позиції 3-го батальйону 72-ї бригади. У результаті загинули 3 бійці — Братко Олег Анатолійович, Павлуша Сергій Валерійович та Сокирко Анатолій Михайлович, більше десяти поранено.
Під час передислокації підрозділів 72-ї бригади, колона з пораненими рушила з села Провалля до села Панченкове. Старший сержант Юрій Гладченко їхав за кермом автомобіля зв'язківців ГАЗ-66, до якого завантажили майно і боєприпаси. Він тягнув на буксирі санітарну машину з поламаним зчепленням, але мотор перегрівся від навантаження, і «санітарку» причепили до МТ-ЛБ. Коли колона проходила повз село Олександрівка, ГАЗ-66 підірвався на фугасі, почав вибухати боєкомплект, бензобак вибухнув. В машині було 7 чоловік. Юрій загинув на місці, старший лейтенант Олександр Моржецький, який біля нього сидів, вилетів у бік на кілька метрів, він дістав тяжких поранень, але лишився живий. Інші бійці отримали опіки. Поки лікар Юрій Ковтун надавав допомогу, почався обстріл, довелося сховатись у лісосмузі і відступити. Тіло Юрія не змогли забрати, сепаратисти його передали сестрі Юрія.
15 липня проросійські формування, використовуючи свою ініціативу і перевагу внутрішніх комунікаційних ліній, переходять в наступ. Згідно з заявами бойовиків, 15 липня їм вдалось захопити с. Степанівка, один із ключових населених пунктів в «горловині коридора».
16 липня бойовики після артпідготовки пішли в наступ на позиції Національної гвардії та ЗСУ поблизу с. Тарани та с. Маринівка Донецької області. Вони планували ударом розсікти українське угрупування та вийти на кордон. Авіація Сил АТО від самого ранку завдавала ударів по бойовикам. Було знищено одну колону бойовиків, що рухалась з Сніжного в Торез. Бойовики атакували під прикриттям 5 танків і декількох БТРів. Бйці Сил АТО відбили 4 атаки бойовиків та знищили 3 танки і 2 БТРи. У ході обстрілу значно постраждала інфраструктура населеного пункту. В результаті бою загинули 2 військовослужбовці. Бойовики заявили про взяття під контроль с. Маринівка. Таким чином, військове угрупування на схід від Маринівки опинилось в скрутному становищі.
Із території РФ був обстріляний артилерію опорний пункт ротної тактичної групи 79-ї бригади в районі с. Дмитрівка. Після обстрілу бойовики пішли в атаку. В ході бою зазнали поранень 5 бійців ЗСУ, втрати бойовиків невідомі. Атаку було відбито. Також обстрілів зазнали позиції біля населених пунктів Червонопартизанськ і Провалля.
16 липня відбувались перегрупування сил бойовиків в прикордонних районах, в напрямку Ровеньки — Свердловськ. В оточенні опинились підрозділи 72-ї бригади.
16 липня в районі Амвросіївки російський винищувач МіГ-29 19-го винищувального авіаполку 1-ї змішаної авіаційної дивізії ВПС РФ збив літак українських ВПС Су-25. Літак був збитий ракетою класу «повітря-повітря». Льотчик встиг катапультуватися та був евакуйований у безпечне місце.
16 липня у лісопосадці неподалік від Юганівки прикордонний загін натрапив на групу диверсантів, що намагалися розмістити вибуховий пристрій «фугас». В результаті збройного зіткнення двоє української вояків — Постольний Микола Миколайович і Закопайло Максим Олександрович загинули.
17 липня групу бійців 72-ї бригади обстріляли з «Градів». Група змушена була відійти на територію Росії, де 15 осіб затримали співробітники ФСБ. Згодом у російській лікарні один із бійців загинув.
Цього дня речник РНБО Андрій Лисенко повідомив, що в районі Ізварине з'явилися так звані «зелені чоловічки» — військовослужбовці РФ без розпізнавальних знаків. Раніше Дмитро Тимчук заявляв, що така провокація можлива. Згодом Тимчук повідомив, що одного з них було схоплено в полон.
18 липня продовжувався обстріл позицій сил АТО районі населених пунктів Дмитрівка та пунктів пропуску «Червонопартизанськ» і «Маринівка».
Через неконтрольовану ділянку державного кордону продовжували надходити підкріплення бойовиків та російських військових. 19 липня виконуюча обов'язки голови луганської обласної адміністрації І. Верігіна повідомила. що з території Росії вночі потрапили 15 одиниць бойової техніки.
За інформацією Д. Тимчука в ніч на 20 липня були обстріляні позиції українських військових біля Червонопартизанська, Маринівки.
На територію України продовжували прибувати зброя, боєприпаси та підкріплення живої сили бойовиків з території РФ. 19 липня із РФ бойовики завезли 4 танки, 3 БМП, 4 БТР і декілька вантажівок «Урал» з боєприпасами. 20 липня через пункт пропуску «Ізварине» з території РФ прорвалась колона важкої військової техніки. Артилерія Збройних сил завдала удару по колоні, проте декільком танкам вдалось прорватись. За інформацією в ЗМІ в ніч з 21 на 22 липня через кордон проїхала колона військової техніки — 24 «Урали», близько 20 одиниць бронетехніки. Колона попрямувала до Луганська.
21 липня штаб АТО заявив, що бойовики обстріляли територію РФ з позицій біля с. Дмитрівка. Таким чином, бойовики намагались зкомпроментувати Україну та її Збройні Сили.
21 липня десантниками з 79-ї бригади вдалось прорвати оточення і вивезти в тил своїх поранених. Один з офіцерів четвертої роти 2-го батальйону організував вихід поранених на 6 БТР. Бійці утримували висоту між с. Маринівка та пунктом пропуску «Маринівка». Волонтер Ю. Бірюков підтвердив вихід з оточення 75 осіб. Частина з них — поранені.
Бойовики намагалися утримати та розширити зону контролю в районі населених пунктів Успенка, Маринівка, Дякове. 21 липня позиції Сил АТО в районі Червонопартизанська зазнали обстрілів із населеного пункту Панченкове, що знаходиться на кордоні з РФ. Позиції біля населеного пункту Кумачове були обстріляні з боку Російської Федерації. Зранку 22 липня бойовики за підтримки російської артилерії провели артпідготовку і перешли в наступ. Обстрілів зазнали позиції українських військових біля с. Маринівка та переправа в районі с. Дмитрівка. Бої розгорнулись в районі від пункту пропуску «Маринівка», с. Дібрівка і до позицій Сил АТО на висоті 185.0. Атаку бойовиків на с. Дібрівка українські підрозділи відбили. Бойовики зазнали втрат — був знищений 1 БТР.
Згідно з заявою лідера бойовиків І. Гіркіна, ввечері 22 липня, бойовики змогли зайняти с. Кожевня та с. Червона Зоря. Проте взяти штурмом укріплення на висоті біля с. Маринівка, що обороняли бійці 79-ї бригади, бойовикам не вдалось. Проте вже на ранок наступного дня 23 липня, завдяки контрудару підрозділів ЗСУ вдалось повернути контроль с. Кожевня та с. Червона Зоря. І. Гіркін заявив, що бойовики втратили в бою 2 танки, 2 БМП і 30 чоловік пораненими.
23 липня були звільненні населені пункти Червона Зоря, Кожевня, Дякове і Маринівка. Зі сторони Амвросіївки Сили АТО намагались розширити «горловину коридору».
Було встановлено контроль над с. Благодатне, на північ від Амвросіївки.
Сили АТО в ході боїв за населені пункти Червона Зоря, Кожевня, Дякове і Маринівка використовували бойову авіацію. 23 липня в ході виконання бойових вильотів два штурмовика Су-25 українських ВПС були збиті російською ППО під час вильоту в районі Савур-Могили. На пошуки пілотів було відправлено дві групи 3-го полку спецпризначення. Одного пілота було евакуйовано силами групи під командуванням підполковника Сергія Лисенка. Іншого пілота групі під командуванням капітана Кирила Андреєнка розшукати не вдалось. В ході пошуку група Андрієнка була виявлена і атакована ворогом біля Латишева. В ході бою загинуло 8 спецпризначенців, 4 потрапило в полон і тільки чотирьом вдалося вирватися.
24 липня бойовики продовжували обстрілювати Сили АТО в районі с. Маринівка та в районі с. Довжанське. Контроль над пунктом пропуску «Ізварине» дозволяв бойовикам продовжувати отримувати підкріплення та зброю з РФ.
24 липня з території РФ артилерія обстрілювала позиції українських військових біля прикордонного пункту пропуску «Маринівка». 25 липня обстрілювали переправу поблизу с. Кожевня та позиції сил АТО поблизу с. Дякове. 26 липня поблизу с. Дякове бойовики атакували позиції десантників з 79-ї бригади. Наступ розпочався одразу після артилерійського обстрілу з території РФ.
Концентрація сил бойовиків дозволила їм 25 і 26 липня провести атаку на пункт пропуску «Маринівка» і захопити його. Окрім того, бойовики завдали удару в напрямку на с. Довжанське — українські військові успішно відбили атаку.
Вже вдень 26 липня Сили АТО продовжували наступ в напрямку Амвросіївка — Торез, розширюючи «горловину коридора» вздовж кордону. Зав'язались бої в Великій і Малій Шишовці. Бойовики отримували підкріплення з РФ і мали змогу посилювати ними небезпечні для себе напрямки. 26 липня зайшли нові колони бронетехніки, одна з яких вирушила в напрямку Свердловська.

#### Криза в Секторі Д
Станом на 23 липня 72 окрема механізована бригада, 79 окрема аеромобільна бригада (без зведеного кулеметно-гранатометного взводу), 2-а батальйонна тактична група 24 окремої механізованої бригади, батальйонна тактична група 28 окремої механізованої бригади, механізована рота та самохідно-артилерійська батарея 51 окремої механізованої бригади, 2-а і 3-я гаубичні артилерійські батареї 55 окремої артилерійської бригади, були фактично змучені систематичними обстрілами реактивними системами залпового вогню і артилерійськими системами з території Російської Федерації, і перебували відрізаними від основних сил Сектору «Д».
В Секторі «Д» 23 липня змінили керівництво. На командний пункт 72-ї механізованої бригади поблизу с. Сонячне прибув генерал-лейтенант П. Литвин. Він прийняв командування Сектора «Д». Литвин як командир 8-го армійського корпусу прибув зі своїм штабом на цей КП, оскільки до цього моменту сектором командував командир 72-ї бригади полковник Андрій Грищенко.
На 23 липня, дату передачі командування угрупування Сектору «Д» налічувало близько 4000 осіб особового складу і складалось з великого числа розрізнених підрозділів.
В особливо критичному становищі перебували підрозділи 1-ї і 2-ї батальйонних тактичних груп 72-ї окремої механізованої бригади в районі населеного пункту Червонопартизанськ та підрозділи 2-ї батальйонної тактичної групи 24-ї окремої механізованої бригади в районі населених пунктів Зеленопілля і Довжанське.
В липні штаб АТО направив підкріплення в Сектор "Д: батальйонну тактичну групу 28-ї бригади. За деякими даними це була одна рота 28-ї бригади. Підрозділ 28-ї бригади опинився в оточенні біля Маринівки. Станом на 24 липня підрозділи 28-ї бригади перебували в тяжкому становищі. Їхні позиції постійно обстрілювали. Бійці потерпали від нестачі їжі, набоїв, зброї. В РНБО цю інформацію вважали застарілою і переконували, що організували доставку боєприпасів.

#### Полон бійців 51 бригади під Червонопартизанськом
Один з підрозділів 51-ї бригади був приданий до 72-ї бригади і виконував завдання в районі Краснодона. 13 липня підрозділи АТО відступили в напрямку Свердловська і зайняли оборону в районі шахти Червонопартизанська. Район і ділянка кордону контролювалися силами АТО. 17 липня стався обстріл «градами» з території РФ. Основні сили відступили з цього району. Залишилось близько півсотні бійців 51-ї і 72-ї бригад, які отримали наказ тримати оборону на кордоні. В той же час в Свердловську активізувались бойовики. Вони діяли під прикриттям вогню російської артилерії. Українські військовослужбовці опинились відрізаними від основних сил. Станом на 23 липня з 11 одиниць бойових машин залишилось 3, запаси їжі та води закінчились. До 25 липня техніки та боєприпасів не залишилось зовсім. 25 липня 53 солдати, що тримали оборону в 10-12 км від Червонопартизанська, склали зброю і здались в полон. Частина підрозділу, що відмовилася скласти зброю, в кількості 11 чоловік, включно з Володимиром Гарматієм,[джерело?] прорвалися до основних сил. Бойовики передали полонених російській стороні. Згодом їх повернули в Україну. Бійцям було висунуто звинувачення в дезертирстві.
Крім того, задачу по перекриттю державного кордону в Секторі «Д» виконувало зведене тактичне угрупування «Кордон» під командуванням генерал-майора Біньковського О. А. у складі підрозділів Державної прикордонної служби України та частин Південного ОТО Національної гвардії України, які перебували в такому ж стані. Починаючи з 13 липня, систематично зазнавали обстрілів з території Російської Федерації з використанням артилерії, мінометів і реактивних систем залпового вогню БМ-21 «Град».
В блокованому районі, затиснутому між висотою Савур-Могила, містами Сніжне і Торез на заході і півночі та російським кордоном, від Маринівки до Червонопартизанська на півдні і сході — Сили АТО тримали оборону у складі восьми опорних пунктів. Сніжне і Торез фактично стали базами бойовиків. Українські війська мали доступ в цей вузький коридор тільки з району Амвросіївки.
Ключові точки в даному районі контролювали бойовики. Війська в секторі «Д» перебували на вкрай невигідних позиціях, оскільки с. Дмитрівка було як і раніше під контролем противника і все постачання здійснювалося через вузьку прикордонну дорогу. Після ударів бойовиків 15-16 липня було втрачено контроль над Степанівкою, Маринівкою. А 26 липня бойовики зайняли пункт пропуску «Маринівка». Для успішного завершення операції з перекриття державного кордону, було необхідно захоплювати висоту Савур-Могила та населені пункти Степанівка і Дмитрівка. Без контролю над с. Дмитрівка операції військ в прикордонних районах були неможливі. Дії українських підрозділів в секторі «Д» були обмежені, вони не могли маневрувати.
Єдиним місцем форсування річки Міус був брід у с. Кожевня, який зазнавав постійних обстрілів і атак, а дороги на Дякове, Червонопартизанськ і Довжанський щільно мінувалися. З Савур-Могили бойовики могли спостерігати за позиціями та рухом колон українських сил.
Станом на 22 липня, українська сторона не контролювала пункт пропуску «Ізварине». З території РФ продовжували прориватись колони бойовиків. Вони збирали сили в напрямку пункту пропуску «Довжанський» та с. Маринівка. РНБО заявили, що найбільш вразливими точками на україно-російському кордоні є Ізварине, Червонопартизанськ і Червона Зоря.
З моменту втрати Силами АТО контролю на ділянці державного кордону в районі населеного пункту Ізварине, виконання завдання, поставленого перед Сектором «Д» в його первісному вигляді, втратило сенс. Нав'язавши бої за пункти пропуски на лінії кордону під постійним вогнем з території Російської Федерації, бойовики через ділянку біля Ізвариного отримували постачання та посилення для свого угрупування найманцями і технікою з РФ. Кількість вогневих засобів, і насамперед артилерії і бронетехніки у супротивника почало швидко зростати.
Найнебезпечнішим фактором були масові артилерійські обстріли з території Росії і прикордонної української території, куди регулярно висувалися російські батареї. Щільність артилерійські обстрілів з території Росії зростала, в липні російська артилерія стала основним фактором ураження. 24 липня з території РФ артилерія обстрілювала позиції українських військових біля прикордонного пункту пропуску «Маринівка». 25 липня обстрілювали переправу поблизу с. Кожевня та позиції сил АТО поблизу с. Дякове. 26 липня позиції поблизу с. Дякове.
Росіяни почали справжнє полювання за українськими артилерійськими батареями. За допомогою безпілотних літальних апаратів дальньої дії типу «Орлан-10» та радіолокаційних станцій артилерійської розвідки «Зоопарк», противник пеленгував позиції батарей Сил АТО, і відразу після відкриття вогню придушували їх усіма силами і засобами ураження.
В середині липня забезпечення було повністю паралізовано. Поставка продовольства і боєприпасів в райони зосередження підрозділів суходолом була неможлива. Використовуючи висоту Савур-Могила, противник постійним артилерійським вогнем відрізав українських військових від усіх видів постачання. Для доставки необхідного заблокованим підрозділам використовувалась військово-транспортна авіація ЗСУ. Проте можливості авіації не могли задовольнити в повному обсязі потреби заблокованих підрозділів на кордоні. Бойовики і РФ активно протидіяли доставці вантажів повітрям. Так був збитий літак Ан-26 в районі с. Ізварине. Згідно з повідомленнями прес-центру АТО, літак виконував «завдання в рамках повітряно-транспортного забезпечення активної фази АТО». За версію української сторони, літак був збитий ракетою «повітря-повітря» випущеною російським винищувачем. Літаки скидали контейнери з вантажем на парашутах. Точність таких операцій не була високою. Часто контейнери з вантажем діставалась бойовикам або за них доводилось вести бої.
26 липня президент П. Порошенко заявив, що понад 15 тон вантажу з боєприпасами, їжею та водою були доставлено бійцям 72-ї та 79-ї бригад. Волонтер Ю. Бірюков не підтвердив факт отримання продовольства і боєприпасів 72омбр і 79аембр бригадами. Хоч він і зазначив, що 28-а бригада отримала вантаж.
В ході боїв на кордоні авіація зазнала тяжких втрат. Авіація не могла доставити забезпечення чи надати вогневу підтримку, тому що російські системи ППО були висунуті на кордон і збивали літаки і гелікоптери ВПС України. Так 23 липня в районі Савур-Могили бойовики збили два військових літаки. Пілотам вдалося катапультуватися.
В другій декаді липня стало зрозуміло, що попередній план операції провалився. Противник зумів зберегти коридор через кордон, через який йшло постачання і поповнення. Наступ не досяг успіху, необхідно було терміново приймати рішення і або, істотно посиливши угрупування, взяти під контроль ділянку кордону в районі с. Ізварине, підвищити щільність і вогневих засобів в Секторі «Д», або кардинально змінити задачу і тактику дій угрупування в зазначеному Секторі «Д». Ситуація вимагала негайного їх виведення із зони ураження артилерії з території Російської Федерації.

### 3-й етап— Деблокада і вихід з оточення
Завдяки стійкості частин ЗСУ, що опинилися в оточенні, російська сторона не змогли знищити оточені війська у заплановані строки. Значні сили бойовиків були скуті по периметру. Це дозволило ЗСУ вжити контрзаходи і повністю перехопити стратегічну ініціативу.
З кінця червня Штаб АТО розпочав планування операції з відведення військ в Секторі «Д». Було проведено підготовку, підтягнуто резерви. Операція розроблялась десятком офіцерів Штабу АТО протягом півтора тижня. Був розроблений план виводу: маршрути, позивні, графіки руху.
Завдання з деблокування оточених сил в Секторі «Д» було покладено на підрозідли 30-ї механізованої, 51-ї механізованої, 95-ї аеромобільної та 25-ї повітряно-десантної бригад. Батальйони 30-ї і 95-ї бригад складались майже на 70 % укомплектовані солдатами-контрактниками, а відтак мали значно кращі бойові якості, ніж сформовані з мобілізованих частини, що потрапили в кільце оточення. Їх використання стало можливим після звільнення Лисичанська. Вони мали виконати функцію ударних частин.
Планувалось одночасно завдати удару в напрямі на Савур-Могилу та на міста Шахтарськ, Торез і Сніжне. Їм на зустріч мали прориватись оточені частини. Для успішного завершення операції необхідно було взяти під контроль Савур-Могилу.
У ході підготовки до наступу і розблокування підрозділів на кордоні, було розширено зону контролю біля «горловини» прикордонного «коридору», який мав стати плацдармом для наступу на позиції бойовиків. Було звільнено с. Благодатне повернено під контроль Сил АТО Червоної Зорі і Кожевні. 26 липня Сили АТО наступали на північ від Амвросіївки через Велику і Малу Шишівки.
Сили 30-ї механізованої, 51-ї механізованої, 26-ї артилеріїйської, 95-ї аеромобільної та 25-ї повітряно-десантної бригад були введені в Сектор «Д». 27 липня два батальйони 95-ї і 30-ї бригад розпочали наступ під Савур-Могилою, швидко зламавши опір загонів російських бойовиків. Батальйон 25-ї повітряно-десантної бригади з сторони Дебальцевого зробив рейд на південь, на Шахтарськ. Рейд планувався в поспіху, без урахування обстановки. Атака на Шахтарськ була авантюрною. Командування АТО вирішило малими силами захопити великий населений пункт, в якому противник зосередив переважаючі сили. Отримати позитивні тактичні результати не вдалось.
Наступ сил АТО 27 липня змусив відтягнути сили бойовиків з Тореза і розгорнути їх в районі Сніжного. В місто почали підходити підкріплення з Ровеньків і Свердловська. Через пункт пропуску «Ізварине» продовжували надходити підкріплення до бойовиків з території РФ. Почався повномасштабний наступ на район Савур-Могили. Колона бойовиків, що рухалась з району с. Дякове, була знищена.
В районі Савур-Могили були зосереджені сили бойовиків в розмірі одної механізованої бригади. Вони постійно отримували підкріплення, через пункти пропуску «Маринівка» і «Довжанський», а пізніше і з Суходольська через Ровеньки і Свердловськ.
Наступного дня, 28 липня, ввечері взято штурмом Степанівку. Після цього шлях для відступу блокованим у районі кордону частинам 72-ї бригади було відкрито. Батальйони 30-ї та 95-ї бригад наступали далі на схід та північ.
Зранку 28 липня прес-центр АТО проінформував, що підрозділи високомобільних десантних військ проводили рейдові дії в напрямку населених пунктів: Рідкодуб, Логвіно, Шахтарськ, Тернове, курган Савур-Могила. Бойовики в ніч на 28 липня обстріляли з БМ-21 «Град» позиції Сил АТО біля Савур-Могили. Міністерство оборони та деякі ЗМІ повідомили, що до підрозділів 72-ї і 79-ї, які тримали оборону на кордоні, надішли необхідні запаси продовольства, води, медикаментів і боєприпасів.
28 липня, згідно з офіційними заявами українські війська взяли штурмом Савур-Могилу. Проте реальна ситуація довкола Савур-Могили відрізнялась від офіційних повідомлень. 30 липня продовжилися бої біля Савур-Могили. Силами АТО було знищено близько 20 найманців, 2 фури з боєприпасами та один танк. 1 серпня Сили АТО звільнили два населені пункти поблизу Савур-Могили.
Угрупування бойовиків відступили в район Сніжного. Сили АТО намагались розвинути наступ в напрямі на Дмитрівку і далі на Сніжне. В той же час в Шахтарську точились бої з перемінним успіхом. Бойовики атакували і зі сторони Донецька через Зугрес, і з Тореза. Через пункт пропуску «Ізварине» продовжували надходити підкріплення до бойовиків з території РФ.
29 липня протягом дня відбувались бої за встановлення контролю на т. зв. «Маринівським коридором» та Савур-Могилою. Контроль над Сніжним та наявність зручних позицій дозволяв бойовикам використовувати місто як базу для наступу в район Савур-Могили.
На східному фланзі блокованого району протягом 29 липня бойовики обстрілювали з артилерії пункт пропуску «Червонопартизанськ». В самому Червонопартизанську знаходились танки бойовиків. Також зі сторони РФ обстрілювали пункт пропуску «Довжанський».
Зранку 30 липня після мінометного обстрілу позицій Сил АТО біля с. Дібрівка бойовики розпочали атаку за підтримки 7 танків та 5 одиниць автомобільної техніки, які перетнули кордон раніше. Українським військовим вдалось знищити 5 одиниць автомобільної техніки.
Протягом дня Сили АТО продовжували наступ через с. Розсипне на Шахтарськ і Торез, завдали ударів з Дебальцева в напрямі на Красний Луч. Бойовики постійно контратакували і з Тореза, і з Красного Луча, і з Зугреса. Контратаки проводились за підтримки російської артилерії, яка завдавала удари з РСЗВ «Град» з території РФ по українському угрупуванню в районі Савур-Могили і Степанівки. Частина Сил АТО почала рух в напрямі на Ровеньки і Свердловськ з метою об'єднатись з угрупування в районі Довжанського. Становище українських підрозділів в даному районі продовжувало бути критичним.
Зранку 31 липня колона десантників потрапила в засідку в Шахтарську. Розпочався бій. В результаті бою Сили АТО понесли втрати загиблими та пораненими. Загинуло, щонайменше 10 десантників.
У ЗМІ була оприлюднена інформація, що загалом 31 липня загинув 21 боєць 25 повітряно-десантної бригади, зокрема командир 2-го батальйону.
31 липня окремі підрозділи силовиків, які дислокувалися в районі пунктів пропуску «Довжанський», «Ізварине» та «Червонопартизанськ» та обстрілювалися з боку Російської Федерації відведені на безпечні рубежі. Одночасно з обстрілом блокпосту біля Григорівки з території Росії 150 бойовиків атакували позиції українських військових за підтримки 3 танків. Напад було відбито.
Вночі 31 липня українські прикордонники біля селища Василівка Амвросіївського району, що у кількох кілометрах від кордону, зазнали нападу ДРГ супротивника, 5 прикордонників загинуло. Повідомлення РНБО у той же день зазначало 3 загиблих і 11 поранених.
1 серпня бойовики концентрувались в районі с. Дякове і Ровеньки. В Зугрес прибула військова техніка бойовиків. Потім бойовики перейшли в наступ. Біля Червонопартизанська відбувся бій, що тривав 3 години. Бойовики в бою використовували танки. З території РФ обстріляли пункти пропуску «Успенка» та «Довжанський». Також обстріл зазнали позиції в районі с. Дякове.
2 серпня в сторону Ровеньків і Свердловська продовжували перекидатись війська з РФ. Продовжувались бої вздовж траси Н21.
3 серпня українські війська встановили остаточний контроль на курганом Савур-Могила. Після цього розпочалося виведення оточених військ. У свою чергу, бойовики завдавали ударів в районі Шахтарська і Савур-Могили. Траса Н21 перебувала під їхнім контролем.
4 серпня угрупування українських військ, головні сили 72-ї бригади, вийшли з району Червонопартизанська — це найдальша точка блокованого району. Забрали всю артилерію, на чолі колони — вцілілі танки. З ними відійшли і бійці ряду інших підрозділів українських військ. Під час виходу з оточення українські війська змушенні були долати опір бойовиків. На той час прорив ще не був повністю завершений, залишались сили в районі Довжанського і ще на ряді опорних пунктів.
В той же день, 4 серпня, зібрана бронегрупа бойовиків силою до 100 одиниць завдала удар в районі Червонопартизанська по зведеним силам 72-ї та 51-ї бригад. Після тривалого обстрілу з «градів» і танків, українським військовим довелось відступити на російську територію. Група з 435 українських військовослужбовців (за іншою інформацією: 311 бійців — 171 військовослужбовець та 140 прикордонників)) перейшло до Росії всупереч наказу командира ударної групи, яка проривалася з Червонопартизанська. У складі групи, що перейшла кордону — понад 200 військовослужбовців 72-ї, зі складу 1-го батальйону. Самі бійці стверджують, що вони перебували під обстрілами близько 3 тижнів, без жодної підтримки з боку штабу АТО. Жоден із бійців не погодився залишитися на території РФ. Згодом в інтерв'ю один з бійців, що перейшли на територію РФ розповів, що задля знищення їхнього підрозділу бойовики зосередили бронегрупу з 10 танків та 6 БМП біля Червонопартизанська. У бійців ЗСУ на той час вже не залишилось бронетехніки.
До такої активності бойовиків примусили успішні дії Сил АТО в районі населених пунктів Дмитрівка і Дякове. Відновлення шляхів сполучення з блокованими підрозділами були не бажані для бойовиків. Тому було вирішено оперативно знищити українські підрозділи в районі Червонопартизанська. В Шахтарську продовжувались бої. Ці бої відволікали значні сили бойовиків від кордону.
За даними Д. Тимчука, у прикордонних районах станом на 5 серпня відбулось зниження активності бойовиків. Вони передислоковували свої угрупування у райони населених пунктів Ровеньки, Сніжне, Торез і Шахтарськ. Передислокація супроводжувалась постійними обстрілами позицій Сил АТО з території Росії. Російська артилерія обстріляла позиції в районі с. Дякове, позиції ротної тактичної групи — поблизу державного кордону.
Українські військові продовжували укріплювати оборону та відбивати контратаки бойовиків районі Савур-Могили. Станом на 6 серпня бойовикам вдалось втримати під контролем трасу Н21. Сили АТО відступили від Шахтарська. Активність боїв зменшилась.
5 серпня був відданий наказ на прорив основних сил з оточення. Вогнем артилерії російська сторона намагалась зірвати відведення підрозділів з позицій на кордоні. Так зазнали обстрілів підрозділи що займали оборону в районі с. Дякове.
7 серпня вийшла основна частина блокованих сил. Виходити довелось з боями, відбулись сутички в районі с. Зеленопілля, с. Дякове. Очолював ударну групу 72-ї механізованої бригади майор Михайло Драпатий. Разом з ним на прорив йшли командир дивізіону самохідних гаубиць підполковник Дмитро Храпач, командир дивізіону реактивної артилерії Олег Блануца.
Згідно з інформацією, яку оприлюднив Ю. Бутусов, з оточення вийшло 410 бійців 72-ї бригади, понад 500 бійців 24-ї бригади. Вийшли невеликі групи 51-ї бригади, 3-го полку спецпризначення і бійці Державної прикордонної служби. Невідома чисельність підрозділів 79-ї бригади, що вийшли з оточення. Українські військові вийшли зі зброєю і технікою: на танках, БМП, БТРах, самохідних гаубицях, врятували РСЗВ. Значну кількість несправної техніки довелось залишити та підірвати, щоб вона не дісталась ворогу. Під час прориву під безперервним артилерійським вогнем по єдиному маршруту виходу були понесені серйозні втрати. У районі броду біля с. Кожевня довелося залишити значну кількість техніки. Під час прориву 72-ї бригади загинуло 3 бійців — один військовослужбовець 2-го батальйону, двоє зі складу дивізіону реактивної артилерії, ряд бійців отримали поранення. За неофіційними даними, одеські прикордонники втратили 5 бійців загиблими при прориві.
Генерал Назаров, називає чисельність виведених військ з сектора «Д» в понад 2000 особового складу і 250 одиниць техніки. Їх було виведено для відновлення боєздатності.
Підрозділи Сил АТО відступили в район населених пунктів Нижній Нагольчик і Єсаулівка. Таким чином було втрачено контроль над пунктом пропуску «Довжанський». Бойовики заявили що взяли під контроль населені пункти Червоний Жовтень, Дякове, Бобрикове, Нижній Нагольчик, Астахове, Оріхове, Свердловськ, Панченкове, Гірняк, Михайлівка, Дзержинський. Бойовики збільшили контрольовану ділянку кордону, що додало можливостей отримувати війська і зброю з РФ. Таким чином Битва на кордоні завершилась.
Почавши наступ на основному Дебальцевському напрямку, ЗСУ побічно, а головне — дієво, знизили тиск противника на своє південне угрупування. Спроби деблокування привели до створення угруповання в районі Савур-Могили. Обидва угруповання (біля Дебальцева і Савур-Могили) перебували на флангах оборони Донецько-Макіївської агломерації. Така конфігурація дозволила почати операцію по оточенню донецького угруповання НВФ.
Прорив у Дебальцеве, наступ на Шахтарськ і штурм Савур-Могили стали дуже неприємним сюрпризом для командування бойовиків. Несподівано для нього сили бойовиків значно поступалися за чисельністю, а головне — в рухливості в ключових пунктах. Керівництву бойовиків не вдалося спровокувати Генштаб ЗСУ на прямі дії з деблокування, і стратегічна ініціатива опинилась повністю на стороні українських військових.

## Результати та наслідки боїв на кордоні
Незважаючи на великі труднощі, українському угрупуванню вдалося вийти з оточення. Втрати особового складу у битві в прикордонній смузі сягнули кількох сотень чоловік загиблими, пораненими, полоненими та зниклими безвісти. Особливо важкими були втрати у техніці: зі строю вибуло майже дві третини бойових машин. Внаслідок цього підрозділи 24-ї, 72-ї та 79-ї бригад, що брали участь в операції, повністю втратили боєздатність і були виведені на відпочинок і поповнення в тил. Важких втрат зазнав 3-й окремий полк спецпризначення.
Крім того, надзвичайно великих втрат зазнав 3-й окремий полк спеціального призначення, який, однак, залишився нести службу разом з підрозділами 25-ї, 28-ї, 30-ї, 51-ї та 95-ї бригад, що пробивали коридор для оточених частин ззовні.
В результаті битви в секторі «Д» Сили АТО зазнали великих втрат в людях і бойовій техніці. Всі бригади, що брали участь в битві — половина всіх бойових бригад ЗСУ. Після виходу з оточення підрозділів трьох бригад, різко знизилася щільність військ. Українське угрупування значно ослабло (чисельність угрупування Сектору Д на 23 липня становила близько 4000 військовослужбовців; після виходу оточених підрозділів 7 серпня — близько 2000 осіб.). На фронті залишилися батальйонні тактичні групи кількох механізованих бригад, територіальні батальйони ЗСУ, добровольчі батальйони МВС, які ще не брали участі в бойових діях. Деякі міліцейські добровольчі батальйони мали не велику чисельність — по 35-50 вояків замість 400—500.
Після відступу українських підрозділів було втрачено контроль над державним кордоном від пропускного пункту «Ізварине» до пропускного пункту «Маринівка». Бойовики та російські війська отримали можливість безперешкодно перетинати кордон і продовжувати збільшувати військову міць.
Використовуючи слабкість українського військового угрупування в прикордонних районах, російські війська провели наступальну операцію і в серпні під Іловайськом вдруге оточили українські війська та прорвали кільце оточення довкола Луганська. Через малу чисельність і слабкість, Сили АТО не змогли успішно оборонятись.

## Причини поразки
Серед причин поразки Сил АТО в Битві на кордоні можна назвати такі:
- недооцінка противника. Командування АТО не розраховувало на серйозний спротив супротивника. Ані політичне, ані військове керівництво не очікували, що війська Російської Федерації візьмуть участь у збройному конфлікті на Донбасі. Розстріл із «градів» з території РФ українських позицій під Зеленопіллям 11 липня став для всіх цілковитою несподіванкою[48][49].
- слабкість угрупування сил АТО, брак сил і засобів вогневого ураження. Щільність сил АТО в секторі «Д» була дуже невелика — приблизно 40-50 кілометрів на роту[193].
- У складі підрозділів було багато мобілізованих і погано підготовлених військовослужбовців, частина з яких складали взагалі невмотивовані люди. Тому стійкість військ і організація бойової роботи потребували поліпшення[23].
- поганий морально-психологічний стан особового складу[3].
- командування АТО постійно проводило операції, завдаючи ударів по розбіжним напрямками. Це не дозволяло зосереджувати сили, бити по одній точці, знищувати противника. І навпаки — давало противнику можливість зосереджувати резерви по черзі то в одному місці, то в іншому, і атакувати українські війська по частинах[23].
- неефективність системи управління. Управління з боку керівника та штабу АТО здійснювалося в ручному режимі. Командування Сектору «Д» не брало участь в розробці операцій, в більшості випадків не знало про їх задум[3].
- постійне нарощування боєздатності незаконних збройних формувань. Сепаратистам вдалося втримати у своїх руках майже 100-кілометрову ділянку державного кордону. Через відкриту ділянку кордону загони терористів отримали значне посилення найманцями і технікою з Росії. Вони зав'язали бої за пропускні пункти, постаралися відрізати підрозділи сил АТО на кордоні від постачання і постійно обстрілювали наші позиції з мінометів, снайперських гвинтівок, а незабаром і з реактивних систем залпового вогню. Кількість вогневих засобів, а насамперед артилерії та бронетехніки у супротивника почала швидко зростати[23].
- артилерійські обстріли українських сил на прикордонній території. Один з ключових факторів, що дозволили бойовикам отримати перевагу у конфлікті[243]. З кінця червня почалися артилерійські обстріли з території Росії. Їх щільність зростала — а в липні російська артилерія стала основним вражаючим фактором[23]. Будь-які спроби переміщення Сил АТО в сектор миттєво накривались щільним вогнем російської артилерії, і насамперед реактивних систем залпового вогню «Град»[193].
- заборона на вогневе ураження російської артилерії на російській території. Українськіі війська, щоб уникнути провокацій не вели вогонь у бік території РФ[193].
- відсутність контролю над ключовими точками в районі ведення бойових дій. Ключем до Сектора «Д» були Савур-Могила та інші пануючі висоти. Савур-Могила довгий час залишилася під контролем противника.
- вразливість ліній комунікацій. Доступ до військ на кордоні був через вузьку «горловину», де постачання здійснювалося через річку з двома понтонами. Частини розтягнули в тонку лінію і ніякого тилу у них не існувало. Доступ в цей «коридор» українські війська мали тільки з району Амвросіївки. Цей «коридор» обмежений зі сходу російським кордоном, а із заходу стратегічної висотою Савур-могила, пануючої над коридором, і захопленими терористами містами — зокрема, Сніжне. Дмитрівка була під контролем противника. Брід біля Кожевні — єдина переправа на Міусі, що контролювалась силами АТО була під постійним вогнем, а колони, які переходили брід, також зазнавали постійних артилерійських ударів. Дороги щільно мінувалися. Противник проводив постійні атаки оточених військ, які чергувалися з потужними артилерійськими ударами з Росії. В результаті постачання українських підрозділів у найдальших оточених районах Довжанського і Червонопартизанська практично припинилося[23].
- фактор російської ППО. Авіація не могла доставити постачання або надати вогневу підтримку, тому що російські системи ППО були висунуті на кордон і збивали наші літаки і вертольоти[23].
- несприятлива географічні умови для оборони. В твердому щільному ґрунті з гранітною породою укріплення можна будувати тільки за рахунок застосування вибухових речовин та інженерної техніки. Необхідних для обладнання надійних основних і запасних позицій кількості вибухівки і техніки українські війська не мали[193].

## Втрати сторін

### Втрати української сторони

#### Втрати особового складу
Загального числа втрат, як з української, так і з російської сторони в цій битві невідомо. Відсутність офіційних даних по втратах є одним із об'єктів маніпуляцій в українських та російських ЗМІ. Відомо лише фрагментарні відомості про втрати за певні періоди часу.
Переважна більшість особового складу вийшла з оточення, або було евакуйована. Майже всі військовослужбовці, які переходили на російську територію, повернулися в Україну. Декілька підрозділів вийшли із оточення без вогневого контакту з противником. Найбільші втрати українські війська понесли в Секторі «Д» 11 липня, коли російські системи залпового вогню раптово знищили відкрито розташовані позиції, де розміщувалися окремі підрозділи 24-ї та 79-ї бригад під Зеленопіллям. Цей день став днем найбільших одноразових втрат у секторі «Д»: не менше 23 загиблих за офіційними даними, за неофіційними — набагато більші.
За даними журналіста Ю. Бутусова, з 8 по 22 липня — в період активної фази боїв, українські підрозділи в секторі Д, в тому числі ті, хто знаходився поза зоною блокади, втратили понад 60 бійців загиблими, понад 350 — пораненими. Також, Ю. Бутусов навів кількість втрат по підрозділах:
- 72-а механізована бригада — 14 бійців загинули, 87 поранено. Зокрема:
  - 24 червня молодший сержант Приходько Олексій Олегович
  - 11 липня старший сержант Костюченко Олександр Андрійович
  - 11 липня солдат Михайлов Віталій Анатолійович
  - 12 липня старший солдат Калашник Микола Олександрович
  - 12 липня солдат Бєлорус Владислав Вікторович
  - 12 липня солдат Волков Дмитро Володимирович
  - 13 липня лейтенант Моругий Андрій Миколайович
- 79-а аеромобільна бригада — 9 загинули, 76 поранено. Зокрема:
  - 13 липня старший сержант Єрошенко Сергій Миколайович
  - 13 липня сержант Костюшко Олександр Миколайович
- 24-а механізована бригада — 13 загинули, 75 поранено.
- 51-а механізована бригада — 3 загинули, 2 поранено.
- 26-а артилерійська бригада — 3 загинули, 8 поранено.
- 28-а механізована бригада — 2 загинули, 4 поранено.
- 3-й полк спеціального призначення — 8 загиблих (за неофіційною інформацією в полку також 11 поранених).
- 5-й батальйон територіальної оборони — 3 поранено.
- Державна прикордонна служба — 10 загинули, 75 поранено. Зокрема:
  - майор Петрів Ігор Олексійович, 12 липня
  - прапорщик Дияк Павло Станіславович, 12 липня

Журналіст Ю. Бутусов називає загальну кількість загиблих в оточенні в близько 120 українських військовослужбовців.
Згідно з проміжним звітом тимчасової слідчої комісії ВР сумарні втрати Сектору «Д» і зведеного тактичного угрупування «Кордон» з 23 липня по 24 серпня 2014 року склали:
- вбитими — 125 осіб;
- пораненими — 706 осіб;
- померлими внаслідок поранень — не встановлено;
- зниклими безвісти — не встановлено;
- полоненими — відповідь від міністерства оборони не отримана.

Крім того, в полоні на території Росії опинились, лише із складу 72-ї бригади — близько 400 і 51-ї бригади — близько 50 військовослужбовців.
Варто зауважити, що дані ТСК ВР охоплюють інші хронологічні рамки. Після завершення Битви на кордоні, бої в Секторі «Д» продовжувались і українські підрозділи зазнавали значних втрат, проте ці дані варті уваги.

#### Втрати бронетехніки
Загальна кількість втрат бронетехніки в ході Битви на кордоні також лишається невстановленою. Офіційних даних стосовно втрат бронетехніки немає. Велика частина бронетехніки була знищена не в прямому бою — а розстріляна російської артилерією на позиціях, по яким завдавалися удари протягом двох місяців, а також залишена в результаті пошкоджень і знищена українськими військовими під час відступу. Втрати техніки в Секторі «Д» в ході оточення були більші, ніж втрати загиблими в людях. Головним фактором ураження була російська артилерія, яка безкарно розстрілювала українські війська, а вони не могли противнику відповісти.
У Секторі «Д», відрізаному біля кордону з РФ в червні-серпні 2014 бойові втрати Збройних сил склали 144 БМП, 26 танків, 19 самохідних артилерійських установок типу 2С1 «Гвоздика», 2С5 «Гіацинт-С», 2С3 «Акація», 10 реактивних систем залпового вогню, 17 гаубиць Д-30. Найбільших втрат зазнала 72-а механізована бригада, також важкі втрати понесли 24-а механізована і 79-а аеромобільна бригади. Дані не враховують втрати частин сектора «Д», які діяли поза кільцем оточення. Три вищевказаних бригади довелося повністю вивести з фронту на відпочинок.

#### Втрати авіації
В ході Битви на кордоні офіційно підтверджені втрати авіації Сил АТО становлять 3 Су-25, 1 Ан-26, 1 гелікоптер Мі-8
- Ан-26 збитий 14 липня 2014 з ПЗРК поблизу кордону з Росією, пілот катапультувався. Літак впав під Краснодоном. Двоє військових загинуло, чотири отримали поранення[244]
- Су-25 збитий 16 липня 2014 російським винищувачем МіГ-29 зі сторони Росії в районі Амвросіївки. Український штурмовик найімовірніше був обстріляний ракетами класу «повітря-повітря» з військових літаків Збройних Сил РФ[151]
- 2 Су-25 збиті 23 липня 2014 в районі с. Дмитрівка, поблизу Савур-Могили[245]. Один з пілотів був підібраний пошуково-рятувальною командою через п'ять днів. Доля другого пілота невідома
- Мі-8 санітарний вертоліт, задіяний в рамках АТО, збитий терористами 7 серпня 2014 в районі Савур-Могили[246].

## Участь ЗС РФ в боях на кордоні

##### Обстріли позицій Сил АТО з території Росії
З 9 липня по 5 вересня 2014 Державна прикордонна служба України і Рада національної безпеки і оборони повідомили про більш ніж 120 атак російської артилерії. У свою чергу, представники Росії заперечили завдання будь-яких артилерійських ударів по Україні зі своєї території.
Вранці 11 липня 2014 в результаті несподіваних масованих артилерійських атак на військові частини в районі Зеленопілля було вбито 30 і поранено більше 100 солдатів. Протягом наступних днів і тижнів після обстрілу атаки біля Зеленопілля розташовані біля кордону підрозділи зазнали десятків артилерійських ударів. До кінця липня 2014 масований артилерійський вогонь призвів до втрати завойованих українською армією позицій і сприяв попаданню деяких її частин в оточення.
Команда британських журналістів-розслідувачів Bellingcat у своєму звіті навела докази фактів обстрілів території України з території РФ. Так в огляді ходу бойових дій за 15 липня 2014 українські ЗМІ повідомили, що позиції українських військових поблизу Амвросіївки були обстріляні з РСЗВ удар. Мали місце підозри про те, що обстріл був проведений з території Росії. Британські журналісти стверджують, що місце з якого був завданий удар знахидться в Матвієво-Курганському районі Ростовської області РФ поблизу україно-російського кордону..
За артилерійської атакою проти українських сил в районі Зеленопілля 11 липня послідували артилерійські атаки проти великих скупчень українських військових частин в районі шахти «Довжанська-Капітальна», а також Панченкового, Червонопартизанська, Хмельницького, Бірюкового, пункту пропуску «Довжанський» і в районі Дякового. Поки увага всього світу було спрямовано на жахливу трагедію літака Malaysian Airlines 17 (MH17), збитого 17 липня, становище українських підрозділів на східному кордоні різко погіршилося.
15 липня відбулись обстріли українських позицій біля с. Панченкове. Після цього атаки на ці позиції продовжувались неодноразово. Декілька вогневих позицій, з яких завдавались удари, знаходяться на території РФ: біля с. Нижня Ковальовка Кам'янського району, біля с. Павловка та с. Український Красносулінського району та біля Гуково Ростовської області РФ.
Позиції 72-ї бригади біля Свердловська 25 липня були обстріляні з території РФ, з позицій біля с. Павловка Красносулінського районуРостовської області РФ.
Артилерійські обстріли українських формувань в прикордонній зоні безсумнівно стали ключовим фактором відходу українських військ з Сектора «Д».

## Інше

### Розформування 51-ї окремої механізованої бригади
Результат бої біля Червонопартизанська та відхід підрозділу 51-ї бригади на територію РФ стали підставами для розформування бригади. Верховний Головнокомандувач Петро Порошенко заявив наступне: «Щодо подій під Волновахою… щодо подій біля Червонопартизанська, де здалися в полон військовослужбовці 51-ї бригади, мною було дано доручення розформувати бригаду».

## Міжнародна реакція
- 12 червня представник Державного департамента США Джен Псакі заявила, що якщо підтвердяться факти перебування російських танків на Донбасі — це буде вважатись серйозною ескалацією конфлікту[248].
- 13 червня генеральний секретар НАТО Андерс Фог Расмуссен висловив занепокоєння з приводу постачання Росією танків та інших бронемашин бойовикам. Також закликав РФ зупинити потік зброї і терористів через кордон[249].
- 13 червня заступник офіційного представника Державного департаменту США Марі Харф повідомила, що США маю докази що 3 танки перетнули кордон з російської сторони[250].
- 21 червня США заявили, що мали дані про можливі нові поставки танків та артилерії з Росії бойовикам на Донбасі. США не бачать спроб, спрямованих на деескалацію конфлікту з боку Росії[251].
- 27 червня у своїх висновках Рада Європи вимагала повернення трьох пунктів прикордонних пунктів пропуску українській владі («Ізварине», «Довжанський», «Червонопартизанськ»)[252].
- 1 липня РФ закрила 3 пунктів пропуску на українському кордоні — «Гуково», «Донецьк» і «Новошахтинськ» в Ростовській області[253].
- 1 липня США заявили про підтримку відновлення активної фази АТО. На брифінгу заступник речника Державного департаменту США М. Харф заявила, що українські сили мають обов'язок обороняти свою територію та людей від наступу та агресії озброєних проросійських сепаратистів[254].
- 10 липня МЗС РФ звинуватив Сили АТО в артилерійському обстрілі російського прикордонного пункту «Гуково». РФ звинуватила Україну в порушенні принципів міжнародного права висловила протест[255].
- 27 липня США оприлюднили супутникові знімки, які підтверджують факти обстрілів території України з установок залпового вогню «Град», розташованих в Росії. Фотографії опублікував посол США в Україні Джеффрі Пайєтт на своїй сторінці у Твіттер[256].
- Заступник голови комітету Держдуми РФ з оборони Франц Клінцевич в інтерв'ю агенції «РІА Новини» заявив, що США «брешуть про очевидні речі». Він сказав, що для подібних тверджень необхідні «дані інших систем», без чого «розмова американців просто бездоказова»[257].
- 28 липня держсекретар США Джон Керрі закликав російську владу припинити постачання зброї в Україну та сприяти деескалації конфлікту. Напередодні він поговорив телефоном із міністром закордонних справ Росії — С. Лавровим. Обидві сторони висловились за негайне припинення вогню на Сході країни. Водночас, Джон Керрі не прийняв заперечення Лаврова щодо причетності Росії до подій в Україні[258].

### Документальні фільми
- Кордон. Виведення на YouTube